# گیلبرت الیوت

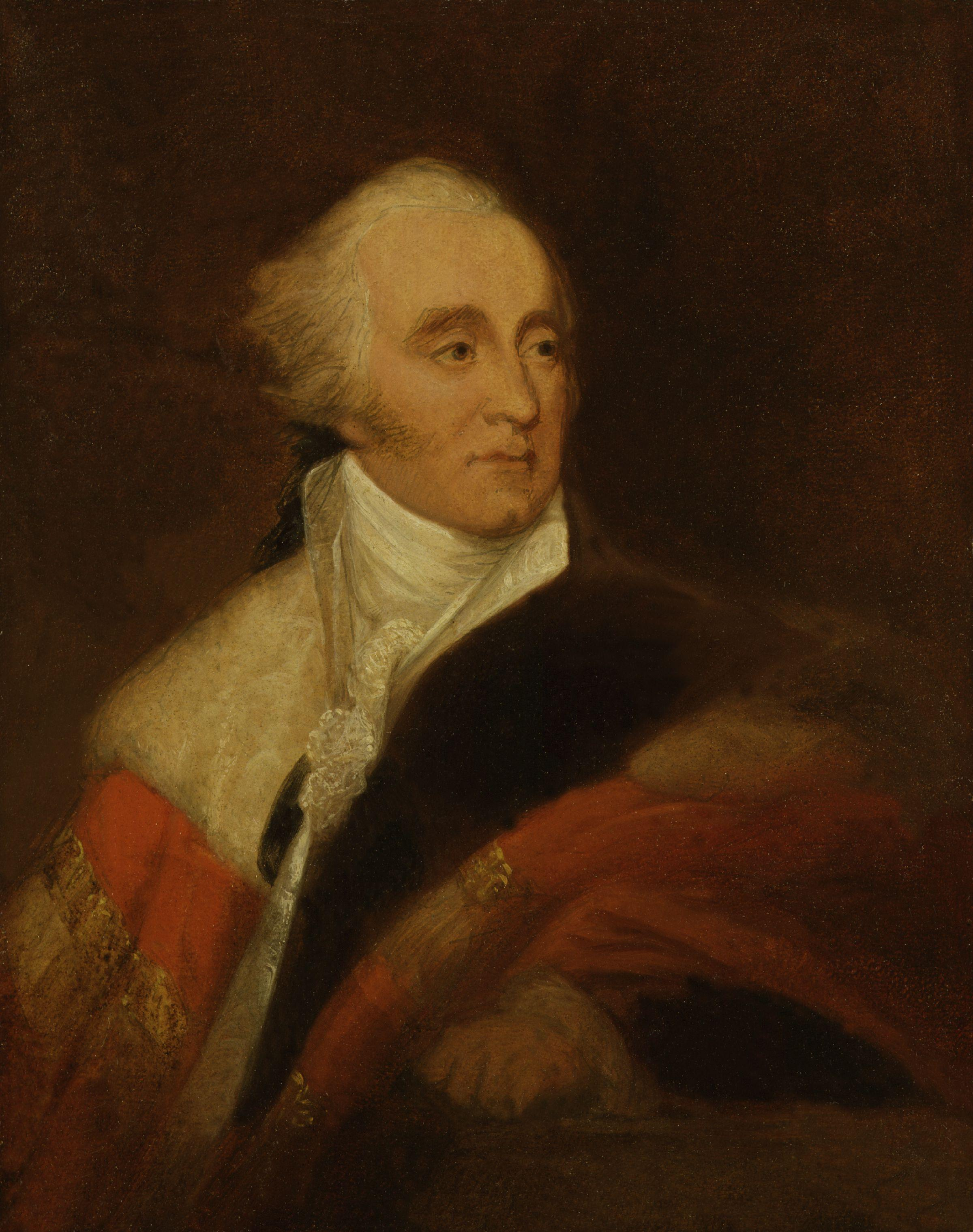
تابلوی گیلبرت الیوت در گالری ملی پرتره لندن

سر گیلبرت الیوت-موری-کینیموند، ارل اول مینتو، (زاده آوریل ۱۷۵۱، ادینبورگ- مرگ، ژوئن ۱۸۱۴ استیونج)، دیپلمات و سیاستمدار انگلیسی بود. 
الیوت از ۱۷۹۳ تا ۱۷۹۶ نایب السلطنه موقت انگلیس و کورسیکا بود و بین ژوئیه ۱۸۰۷ و ۱۸۱۳ فرماندار کل هند بریتانیا شد.